# 自由文化 (书)

《自由文化》一书的封面

《自由文化》（Free Culture: How Big Media Uses Technology and the Law to Lock Down Culture and Control Creativity，2004年出版）是法律教授劳伦斯·莱斯格（Lawrence Lessig）在互联网上使用创作共用协议的署名/非商业许可（by-nc 1.0）在2004年3月25日出版的一本著作。此书的纸版是由企鹅出版集团（Penguin Group (USA) Inc）旗下之企鹅出版社（The Penguin Press）在美国纽约出版的。英国书店不销售本书。身在英国的读者需要购买，仍需跨国贸易。
正體中文版已經上市，由台大國家發展研究所副教授劉靜怡所翻譯，中文版書名為《誰綁架了文化創意──打造知識共享的自由文化》。甫出版便为誠品書店當月選書，頗受好評。

## 简介
这本书的介绍了垄断机构通过操纵法律和技术禁锢了文化，并压制了创新，而自由文化和人们相关的数字权利应当在新千年得到更大程度的保障。
作者在前言中写道，他的大部分论点的灵感来自理查德·斯特曼和自由软件基金会的工作。他说，当我重新阅读斯特曼的著作，尤其是那些在《自由软件，自由社会》裡的文章，我发现我在这里得到的的所有的理论上的发现和领悟，在几十年前就已经被斯特曼描述过了。因此可以说这本书仅仅是一个衍生的作品。
他还说，我在此书裡要捍卫的是一个在无序和控制之间的平衡。自由文化，有如自由市场，充满了财产。它充满了被国家所维护实行的关于财产权和合约的规章制度。但就如自由市场一旦被封建制度化就会没落，自由文化同样会被产权所定义的极端主义所糟蹋。这正是我对我们今天的文化的担心。本书就是为了对抗那些极端主义而写。 
可以说，维基百科就是作者所说的自由文化的一种。

## 影响
由于作者本人鼓励大家在此基础上的累积创造，因此在互联网上出现了大量的下载和更多的创意。例如做成有声读物。另外，《自由文化》一书的中文版也正在通过wiki的方式进行协作翻译。

## 批评
2010年，美国作曲家、作家和发行商协会（ASCAP）发起了反对自由文化的运动，认为创作共用、Public Knowledge、电子前哨基金会等机构努力宣传Copyleft，是在挖“著作權”的墙脚。它批评这些组织表面上为了消费者权益，而实际上是在向世界灌输音乐免费的观念。